# Morrinhosuchus
Morrinhosuchus is een geslacht van uitgestorven notosuchide Crocodyliformes uit de Adamantina-formatie uit het Laat-Krijt van Brazilië. 

## Naamgeving
In 2009 werd de typesoort is Morrinhosuchus luziae, in 2009 benoemd door Iori & Carvalho. Morrinhosuchus verwijst naar Morrinho de Santa Luzia, een heuvel vlak bij de vindplaats van het holotype, terwijl luziae verwijst naar de kapel van Santa Luzia, die zich op de top van de heuvel bevindt.
Het is bekend van het holotype MPMA 07-0009/01. Het bestaat uit de voorkant van de onderkaak en een deel van de voorkant van de schedel, verzameld in de gemeente Monte Alto in de staat São Paulo.

## Beschrijving
De schedel en kaken zijn naar achteren breed maar naar voren toe smal. De tanden aan de achterkant van de kaak zijn bolvormig en cirkelvormig in dwarsdoorsnede (deze vorm wordt alleen gevonden bij de notosuchiër Mariliasuchus, ook van de Adamantina-formatie). De onderkaak buigt naar boven. De symphysis, of het gebied waar de twee onderkaken vooraan samenkomen, wordt voornamelijk gevormd door de dentaria, maar ook gedeeltelijk door de splenialia. De schedel behoudt een fenestra antorbitalis, of opening vóór de ogen. Het neusbeen, een bot aan de bovenkant van de schedel achter de neusgaten, is relatief lang. Er is ook een kleine inkeping bij het contact tussen de premaxilla en de maxilla nabij de voorkant van de snuit.
Morrinhosuchus kan worden onderscheiden van Mariliasuchus op basis van een aantal unieke kenmerken. Er is bijvoorbeeld een opening tussen het bovenkaaksbeen en het palatinebot rond de middenlijn van het verhemelte. Het verhemelte zelf is ook breder dan dat van Mariliasuchus. Hoewel de tanden van de twee geslachten erg op elkaar lijken, verschilt hun aantal en plaatsing in de kaak enigszins. Morrinhosuchus heeft zeven postcaniniforme tanden, terwijl Mariliasuchus er slechts zes heeft. Er zijn ook verschillen in de vorm van het rostrum tussen de twee geslachten, aangezien Morrinhosuchus een hogere, meer spitse snuit heeft met minder vernauwing dan bij Mariliasuchus.

## Paleo-ecologie
De Adamantina-formatie uit het Turonien tot Santonien werd ongeveer 95 miljoen jaar geleden in semi-aride omstandigheden afgezet. Morrinhosuchus werd gevonden in een uitloper van roodachtige zandsteen met carbonaatknobbeltjes, concreties en gebieden met intense bioturbatie. De Adamantina-formatie maakt deel uit van het grotere Bauru-bekken, waaruit verschillende andere notosuchiërs zijn gevonden. Deze omvatten Sphagesaurus, Mariliasuchus, Adamantinasuchus, Armadillosuchus en Baurusuchus.